# Thomas Noguchi
Pour les articles homonymes, voir Noguchi.
Thomas Tsunetomi Noguchi (野口 恒富, Noguchi Tsunetomi, né le 4 janvier 1927) est l'ancien médecin légiste en chef du comté de Los Angeles. Connu sous le nom de "coroner des stars", Noguchi a déterminé la cause des décès dans de nombreux cas très médiatisés du Cinéma des États-Unis dans les années 1960 et 1970. Il a pratiqué des autopsies sur Marilyn Monroe, Albert Dekker, Robert F. Kennedy, Sharon Tate, Inger Stevens, Janis Joplin, Gia Scala, David Janssen, Divine, William Holden, et John Belushi.

## Enfance et éducation
Thomas Noguchi naît dans la préfecture de Fukuoka, grandit à Yokosuka et est diplômé de la Nippon Medical School de Tokyo en 1951 avant de faire un stage à l'hôpital de la faculté de médecine de l'Université de Tokyo. School of Medicine Hospital. Peu de temps après, il émigre aux États-Unis. Il a ensuite effectué un second internat à l'hôpital général du comté d'Orange, puis une série de résidences à l'école de médecine de l'université de Loma Linda et à l'école de médecine Barlow de San Francisco. School of Medicine, et au Barlow Sanatorium de Los Angeles.

## Carrière

### Début de carrière
Thomas Noguchi commence à travailler dans le bureau du médecin légiste en chef du comté de Los Angeles (CME) en 1961, et se fait connaître du public après avoir pratiqué l'autopsie de Marilyn Monroe.
En 1967, il est nommé médecin légiste en chef-coroner du comté de Los Angeles (CME) par un vote à 3 contre 2 du conseil des superviseurs du comté de Los Angeles, malgré l'opposition de l'association médicale du comté de Los Angeles et des dirigeants des écoles de médecine de l'UCLA et de l'USC. En tant que nouveau CME, il a succédé à son mentor Theodore Curphey et a supervisé les autopsies d'un éventail de célébrités et de personnalités publiques qui comprenaient Albert Dekker, Sharon Tate, Janis Joplin, Inger Stevens, Gia Scala, David Janssen, William Holden, Natalie Wood, et John Belushi.

### Assassinat de Kennedy et démission
L'autopsie de Robert Kennedy pratiquée par Thomas Noguchi a conclu que le coup de feu fatal est tiré à l'arrière de la tête de Kennedy, derrière l'oreille droite, à partir d'un angle ascendant et d'une distance ne dépassant pas 0,5 à 3 pouces (13-75 mm). Une telle conclusion a donné lieu à des théories du complot concernant l'assassinat de Robert F. Kennedy, car aucun témoin n'a déclaré avoir vu l'assassin condamné, Sirhan Sirhan, à moins d'un mètre de Kennedy et en position de tirer un tel coup. Thomas Noguchi lui-même souligne dans son mémoire Coroner qu'il n'a jamais officiellement statué que Sirhan a tiré le coup fatal.
Peu après la fusillade de Kennedy, Noguchi fait l'objet d'un examen minutieux et a démissionné sous pression de son poste de médecin légiste en chef après que l'avocat adjoint du comté de Los Angeles, Martin Weekes, a témoigné qu'il avait vu un Noguchi souriant danser dans son bureau et que Thomas Noguchi avait annoncé à des associés « Je vais être célèbre. J'espère qu'il mourra ». Une secrétaire du bureau du coroner a également témoigné qu'elle avait entendu Noguchi dire qu'il voulait pratiquer une vivisection sur Lin Hollinger, le directeur administratif du comté avec lequel il s'était disputé sur des questions budgétaires,,.

### Second mandat de GMC et rétrogradation
Peu de temps après avoir signé sa lettre de démission, Noguchi a tenté de la retirer, une démarche qui est rejetée par le conseil des superviseurs. La femme de Thomas Noguchi a par la suite accusé le comté de l'avoir forcé à partir en tant que pratique de discrimination raciale. Le comté a réfuté cette accusation en accusant Noguchi lui-même d'être raciste, en fournissant le témoignage d'une employée asiatique-américaine du bureau du CME qui a déclaré avoir entendu Noguchi dire qu'il détestait les Juifs et utiliser une épithète raciale pour décrire les Noirs américains. D'autres employés du CME ont contesté ce témoignage et ont caractérisé Noguchi comme étant "chaleureux" et "articulé".
Après une campagne de pétition organisée par la communauté nippo-américaine de Los Angeles, Thomas Noguchi est rétabli dans ses fonctions de GMC.
Au cours de son second mandat, Thomas Noguchi est accusé de parler trop librement aux médias, notamment après les décès de William Holden et Natalie Wood en novembre 1981, ce qui, avec son travail au noir et sa mauvaise gestion présumée - une série d'articles dans le Los Angeles Times] a allégué que l'attention portée par Thomas Noguchi aux décès de célébrités causait des problèmes dans les aspects plus terre à terre du bureau du MEC - a conduit à sa rétrogradation de coroner à médecin spécialiste en 1982,,, Son autopsie de la mort de Wood comme un accident a depuis été remise en question. Un ancien stagiaire de Noguchi au moment de la mort de Wood a déclaré qu'il avait vu des ecchymoses substantielles et correspondant à quelqu'un qui est jeté d'un bateau. Il a affirmé avoir fait ces observations à Noguchi, qui a réagi étrangement comme s'il était impliqué dans une dissimulation. Noguchi est critiqué publiquement pour sa gestion de l'autopsie de Wood en 2016 et sa décision dans cette affaire a ensuite été modifiée par un successeur.

### Carrière ultérieure, honneurs et organismes professionnels
Thomas Noguchi a ensuite été nommé chef du service de pathologie de l'Université de Californie du Sud, puis pathologiste administratif des services d'anatomie pathologique du Centre médical LAC+USC.
Thomas Noguchi est nommé professeur par l'université de Californie du Sud et l'université de Californie à Los Angeles (UCLA). Il est un ancien président de l'Association nationale américaine des médecins légistes. En 1999, il est honoré par l'Empereur du Japon qui lui a décerné l'Ordre du Trésor Sacré pour ses "contributions exceptionnelles au Japon dans le domaine de la science médico-légale". Il prend sa retraite la même année.
A compter de 2017, Thomas Noguchi est le président de l'Association mondiale de droit médical (AMDM), qui est un organisme médical fondé en 1967 pour encourager l'étude du droit de la santé, de la jurisprudence médicale et de la bioéthique.

## Publications
- Coroner, 1983. Mémoires à succès écrites avec Joseph DiMona (publiées au Royaume-Uni sous le titre Coroner to the Stars).
- Coroner at Large, 1985. Un livre sur les coroners historiques et les décès célèbres. (critique NYT.)
- Causes non naturelles, 1988. Un roman policier écrit avec Arthur Lyons.
- Physical Evidence, 1990. Un roman policier écrit avec Arthur Lyons.

## Film et autres médias
- Il est apparu dans le documentaire The Killing of America (1982).
- Il joue son propre rôle dans le film Faces of Death (1980).
- En 2000, Thomas Noguchi est apparu dans les documentaires de Michael Kriegsman sur les autopsies, "Autopsy : Through the Eyes of Death's Detectives" et "Autopsy : Voices of Death", dans lesquels Thomas Noguchi fait vivre au spectateur une autopsie complète.
- On dit qu'il a inspiré la série télévisée Quincy (1976-1983), dans laquelle jouait Jack Klugman[14].